# カーボン印画

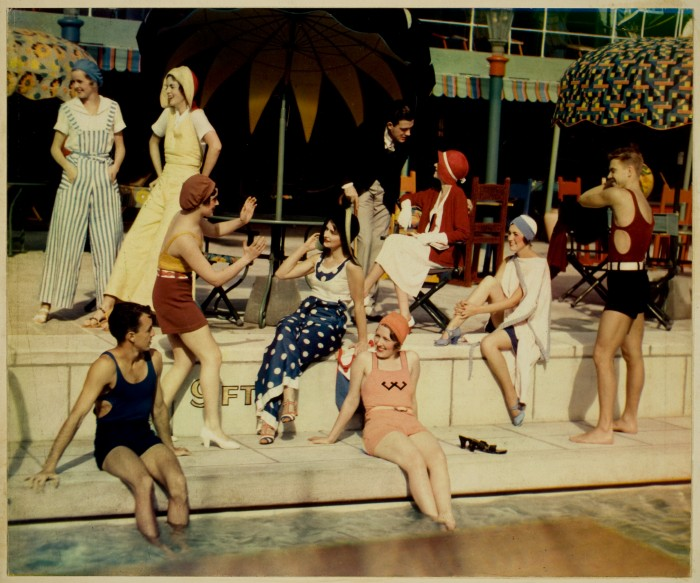
ニコラス・マーレーによる1932年のカーボン印画

カーボン印画法（carbon printing process）は、1864年に考案された印画法。

## 概要
1855年、フランス人のアルフォンス・ポワトヴァンは、ゼラチンやアラビアゴムなどを、重クロム酸カリウムなどと混ぜると、感光した部分が硬くなるという原理を発見し、カーボン印画法やゴム印画法、オイル印画法などの、ピグメント印画法に繋がった。カーボン印画法は、イギリス人のジョセフ・W.スワンにより考案され、主に1870年代〜1920年代に使用された。

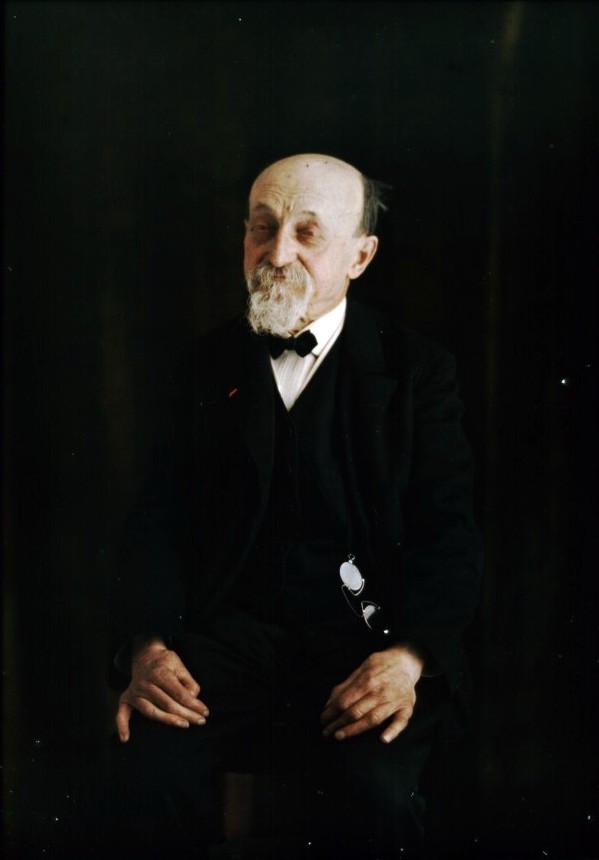
ルイ・デュコ・デュ・オーロン

フランス人のルイ・デュコ・デュ・オーロンは、三色のフィルターで撮影したカーボン印画を減法混合により印刷することで、史上初めてカラー写真を紙に定着させることに成功した。
しかし、現在では重クロム酸塩などの六価クロムは毒性が強いため使用が忌避される傾向にあり、六価クロムフリーの感光材が開発されている。

## 方法
1. ゼラチン溶液に顔料を混ぜる。
2. 1で混ぜたものを紙に塗って乾かす。
3. 重クロム酸カリウムの溶液に浸して感光性を与える。
4. ネガをのせて太陽光で感光する。
5. 温湯で現像する[1]。